# Л’Абержман-де-Варе
Л'Абержма‌н-де-Варе‌ (фр.  L'Abergement-de-Varey, французское произношение: [labɛʁʒəmɑ‌ də vaʁɛ] (слушать)о файле) — коммуна во Франции, в регионе Овернь — Рона — Альпы, департамент Эн. Население — 256 человек (2019).
Коммуна расположена на расстоянии около 400 км к юго-востоку от Парижа, 55 км к северо-востоку от Лиона, 27 км к юго-востоку от Бург-ан-Бресса.

## История
До 2015 года муниципалитет находился в составе региона Рона — Альпы. С 1 января 2016 года относится к новому объединенному региону Овернь — Рона — Альпы.

## Население
| Год  | Численность | Численность |
| ---- | ----------- | ----------- |
| 1968 | 88          | [ 8 ]       |
| 1975 | 106         | [ 8 ]       |
| 1982 | 136         | [ 8 ]       |
| 1990 | 159         | [ 8 ]       |
| 1999 | 168         | [ 8 ]       |
| 2006 | 198         | [ 8 ]       |
| 2007 | 195         | [ 9 ]       |
| 2011 | 234         | [ 8 ]       |
| 2014 | 239         | [ 10 ]      |
| 2015 | 241         | [ 11 ]      |
| 2016 | 244         | [ 12 ]      |
| 2017 | 248         | [ 13 ]      |
| 2018 | 253         | [ 14 ]      |
| 2019 | 256         | [ 15 ]      |
| 2020 | 262         | [ 16 ]      |
| 2021 | 267         | [ 17 ]      |
| 2022 | 273         | [ 4 ]       |

## Достопримечательности

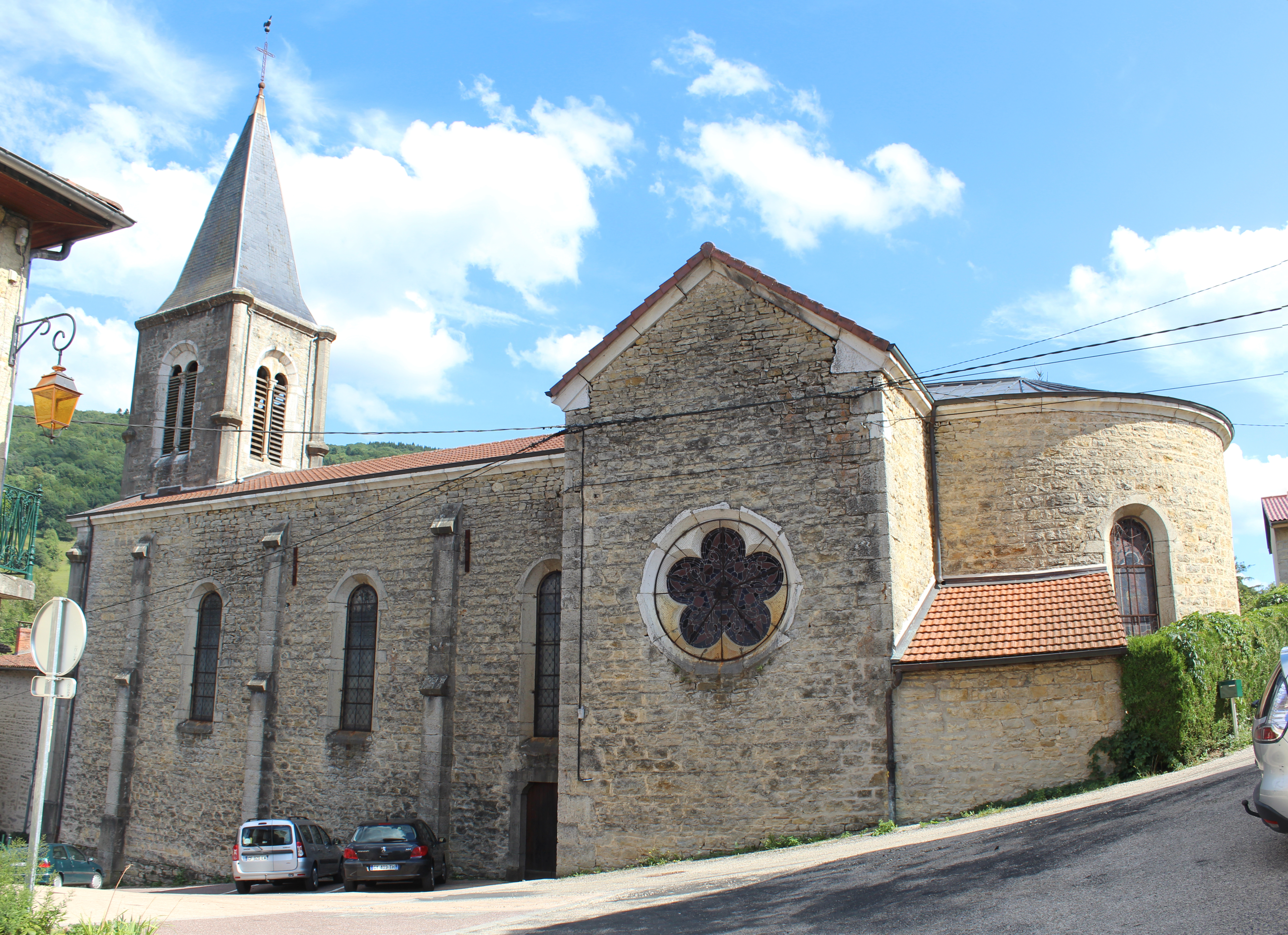
Церковь Сент-Мадлен

- Церковь Сент-Мадлен в неороманском стиле, построенная в XIX веке
- Памятник бойцам Французского Сопротивления времён Второй мировой войны